# Boecio
Boecio, cuyo nombre completo era Anicio Manlio Torcuato Severino Boecio (en latín: Anicius Mānlĭus Torquātus Severinus Bŏēthius) y también fue conocido como San Severino Boecio (Roma, c. 480-Pavía, 524/525), fue un filósofo y poeta latino romano, actividad que compaginó con su faceta como estadista, político, traductor de filosofía griega y autor de tratados sobre distintas disciplinas como la música, la aritmética o la astronomía.

## Vida
Boecio provenía, por parte de madre, de una importante y antigua familia romana originaria de Preneste (localidad cercana a Roma) y que se remontaba a los tiempos republicanos, la gens Anicia, que dio dos emperadores y tres papas. Los Anicios eran una de las familias más destacadas de la nobleza en época bajoimperial y desde mediados del siglo IV d. C. eran los líderes de la minoría cristiana en el Senado. En tiempos de Boecio, la familia emparentaba con prácticamente la totalidad de la aristocracia romana. Su padre era Flavio Manlio Boecio, que había ocupado importantes cargos políticos en la ciudad de Roma y murió siendo Boecio muy joven. Se encargó de su formación un hombre culto y antiguo cónsul, el célebre senador y patricio romano Quinto Aurelio Memio Símaco (nieto del célebre orador pagano que disputó con san Ambrosio). Símaco se aseguró de dar una excelente educación al joven Boecio, además de introducirle en un ambiente de poder gracias al cual tuvo grandes oportunidades de ascenso y promoción a lo largo de su vida. Empezó estudios de retórica y filosofía, conocimientos que amplió seguramente en Atenas, ciudad en la que es seguro que vivió al menos durante un tiempo. En la ciudad de Alejandría terminaría su formación, nítidamente helenística y muy influenciada también por el neoplatonismo. El estudioso P. Courcelle señaló la fuerte influencia que sobre Boecio ejerció el filósofo neoplatónico alejandrino Amonio. Su filohelenismo se vislumbra en el hecho de que dominaba el griego antiguo y tradujo algunas obras de Platón y Aristóteles al latín. Se casó con Rusticiana, hija del mencionado senador Quinto Aurelio Símaco (senador y cónsul en el año 485).
En 510 fue consul ordinarius (el cónsul que da nombre al año) en solitario. En 522 o 523 él mismo fue nombrado magister officiorum, cargo equivalente a lo que podría llamarse un primer ministro, del rey ostrogodo Teodorico el Grande. En 522 nombró cónsules a sus dos hijos, Flavio Símaco y Flavio Boecio.
La acumulación de tanto poder despertó los celos del partido filogótico, por lo que fue acusado de conspirar a favor del Imperio bizantino por el referendarius Cipriano, miembro de ese partido. Fue encarcelado, torturado y decapitado en el Ager Calventienus, al norte de Pavía, «injustamente» según él mismo, por haber intentado proteger al senado. La ciudad de Pavía le reconoce y celebra en la liturgia como mártir en la fe.

## Veneración
Boecio es reconocido como mártir de la fe católica por la martirología romana. León XIII aprobó su culto para la diócesis de Pavía, donde se confirmó el estatus de santo el 25 de diciembre de 1883. Se festeja el 23 de octubre.
El papa Benedicto XVI explicó la relevancia de Boecio para los cristianos de hoy en día al vincular sus enseñanzas con un entendimiento de la Providencia. También es venerado en la Iglesia Ortodoxa.

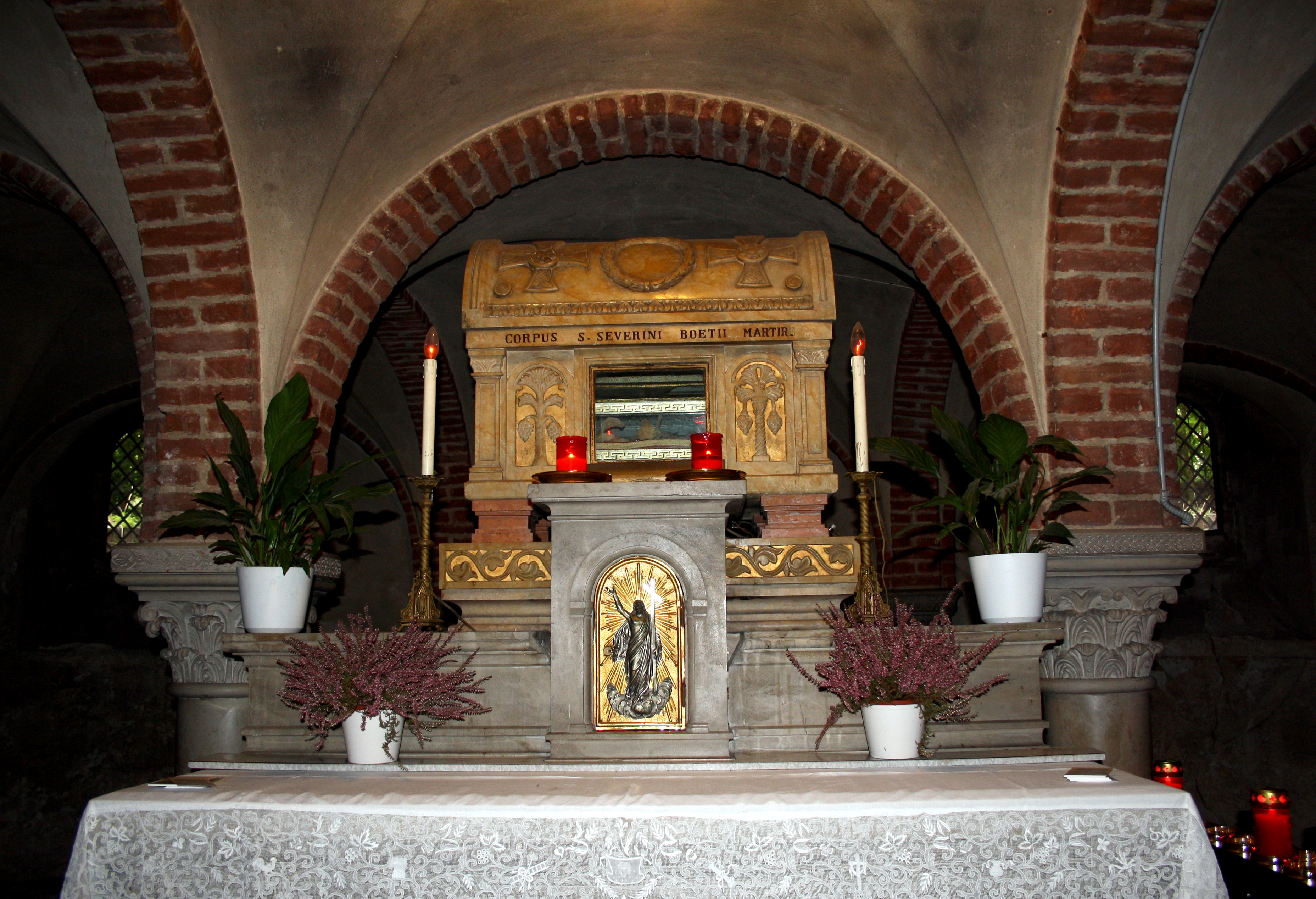
La tumba del filósofo Boecio en la cripta de la Iglesia de San Pietro en Pavía, Italia

## Obra

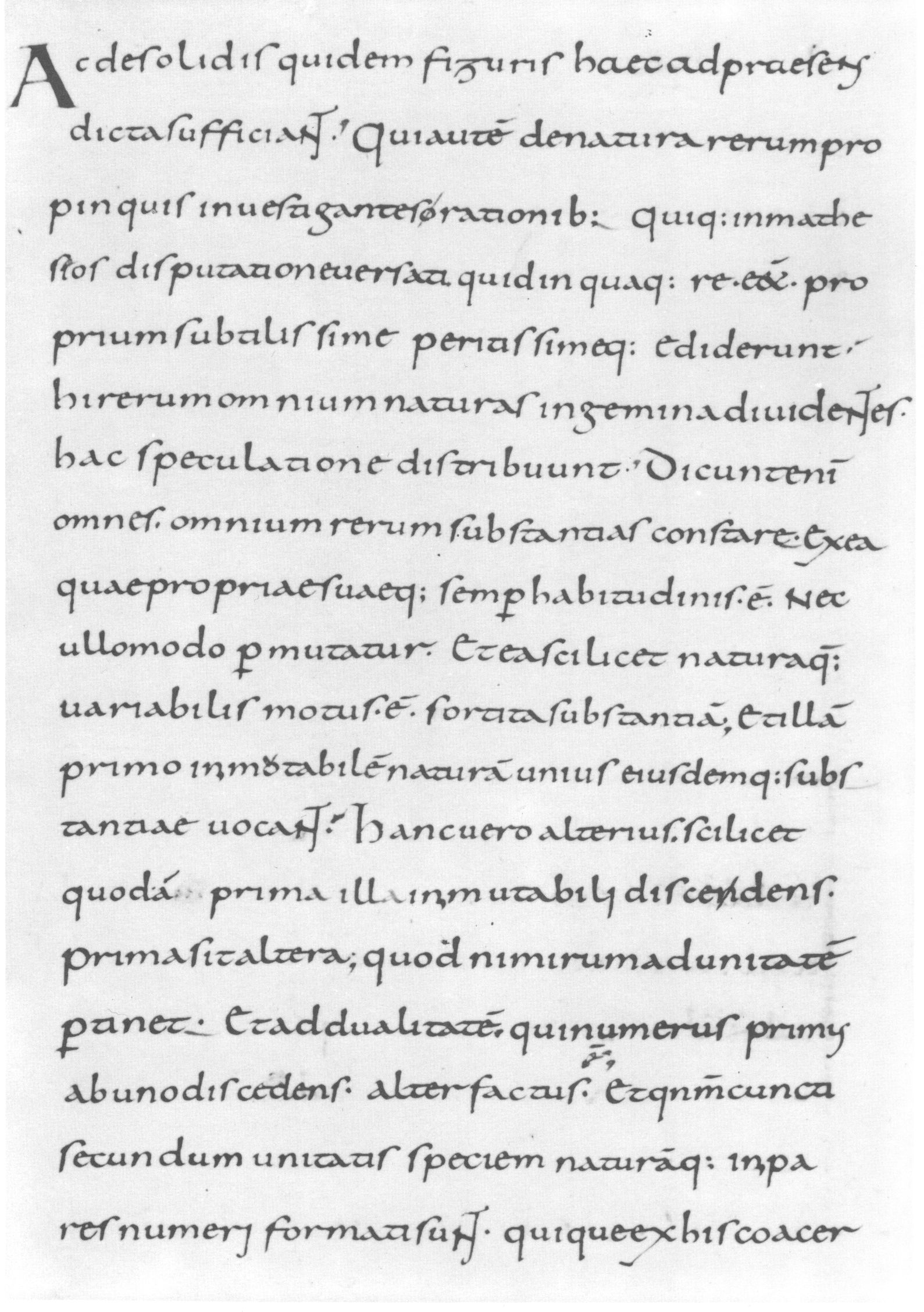
De institución aritmética en un manuscrito escrito para el rey Carlos el Calvo.

Boecio es conocido como  «el último romano, el primer escolástico».
Con el propósito de unificar ambas escuelas filosóficas, se propuso traducir al latín las obras de Aristóteles y de Platón, pero no concluyó su proyecto: solo se conservan su traducción de las Categorías y del Peri hermeneias de Aristóteles y una revisión de la traducción realizada por Mario Victorino de la Isagoge de Porfirio. Étienne Gilson afirma que Boecio fue, para la escolástica medieval, por sus traducciones, comentarios y escritos, la principal autoridad en lógica de la Edad Media hasta que en el siglo XIII fue traducido al latín y comentado directamente el Organon completo de Aristóteles. En su obra principal realiza la distinción, que luego sería central para la escolástica, entre id quod est (todo el ente) y quo est o esse (aquello que hace que el ente sea).
Su obra más famosa es, sin embargo, Consolatio philosophiae, mencionada en la Edad Media como De consolatione philosophiae. Se trata de un diálogo entre el propio Boecio y Filosofía, personaje alegórico femenino que se le aparece a Boecio para aclararle el problema del destino, de por qué los malvados logran recompensa y los justos no. Filosofía intenta suavizar su aflicción demostrándole que la verdadera felicidad consiste en el desprecio de los bienes de este mundo y en la posesión de un bien imperecedero, que coincide con la Providencia universal que gobierna todas las cosas, concepto este que toma del estoicismo. El tema se relaciona directamente con la caída en desgracia del propio Boecio, por lo cual se piensa que esta obra fue compuesta en la cárcel durante el largo año que pasó antes de ser ejecutado.
Este trabajo tuvo una gran importancia para la ulterior teología del Cristianismo medieval, pese a que tanto la metodología como la terminología que utiliza Boecio son meramente filosóficas y en ningún momento plantea la cuestión en términos de fe cristiana. Debido a que en su obra maestra, en prosa y verso, la Consolación, no cita en ningún momento a Jesucristo ni la Sagrada Escritura, ni explícitamente la fe cristiana, algunos historiadores en los siglos XVIII y XIX pusieron en duda el cristianismo de Boecio y la autenticidad de sus obras teológicas; demostrada ésta, la cuestión está definitivamente resuelta:

«Al descubrir Holder, en 1877, un fragmento de Casiodoro que atribuye a Boecio un Librum de sancta Trinitate et capita quaedam dogmatica parece que se puso fin a la controversia y se zanjó la cuestión en favor de la autenticidad de los Opuscula».
Étienne Gilson

También escribió sobre aritmética (De arithmetica), música (De musica), geometría, astronomía y de teología (Opuscula theologiae, cinco libros). Todo con la intención de transmitir a las nuevas generaciones, a los nuevos tiempos, la gran cultura grecorromana. Precisamente por este motivo, Boecio ha sido calificado como el último representante de la cultura romana antigua y el primero de los intelectuales medievales. Su definición de la eternidad interminabilis vitae tota simul ac perfecta possesio (es la perfecta posesión de una vida interminable toda ella junta y de una vez) ha llegado hasta nosotros sin modificación.

## Lista de obras
Fechas de composición
Obras sobre matemáticas

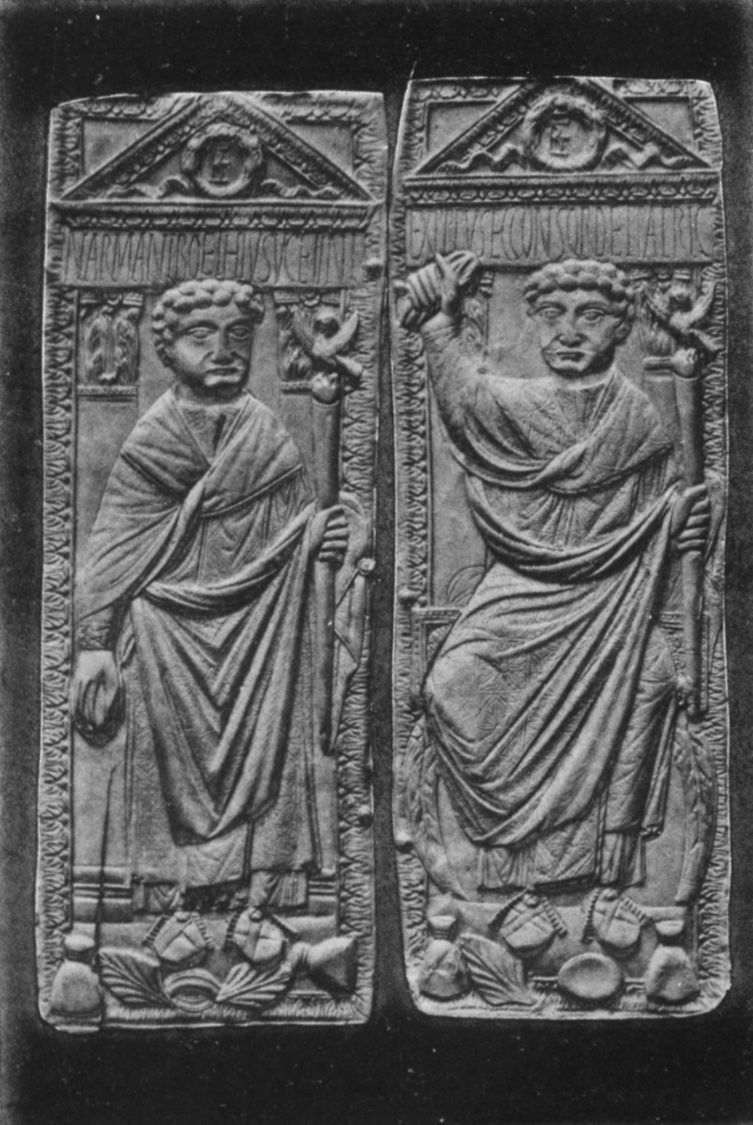
Narius Manilas Boethius, el padre de Anicius Manlius Severinus Boethius.

- De arithmetica (c. 500) traducción adaptada de Introductionis Arithmeticae by Nicomachus de Gerasa (c. 160 – c. 220).
- De musica (c. 510), basada en una obra perdida de  Nicomachus de Gerasa y sobre la Harmonica de Claudio Ptolomeo.
- Posiblemente un tratado de geometría, del cual solo quedan fragmentos.[13]

Obras sobre lógica
A) Traducciones
- El Isagoge de Porfirio
- In Categorias Aristotelis: Las Categorías de Aristóteles
- De interpretatione vel periermenias: Sobre la interpretación de Aristóteles
- Interpretatio priorum Analyticorum (dos versiones): los Primeros analíticos de Aristóteles
- Interpretatio Topicorum Aristotelis: Los Tópicos de Aristóteles
- Interpretatio Elenchorum Sophisticorum Aristotelis: las Refutaciones sofísticas de Aristóteles

B) Comentarios
- In Isagogen Porphyrii commenta (dos comentarios, el primero basado en una traducción de Marius Victorinus, (c. 504–05), la segunda basada en la propia traducción de Boecio (507–509).
- In Categorias Aristotelis (c. 509–11)
- In librum Aristotelis de interpretatione Commentaria minora (no antes de 513)
- In librum Aristotelis de interpretatione Commentaria majora  (c. 515–16)
- In Aristotelis Analytica Priora (c. 520–523)
- Commentaria in Topica Ciceronis (incompleta: el final del sexto libro y el séptimo están perdidos)

Obras originales
- De divisione (515–520?)

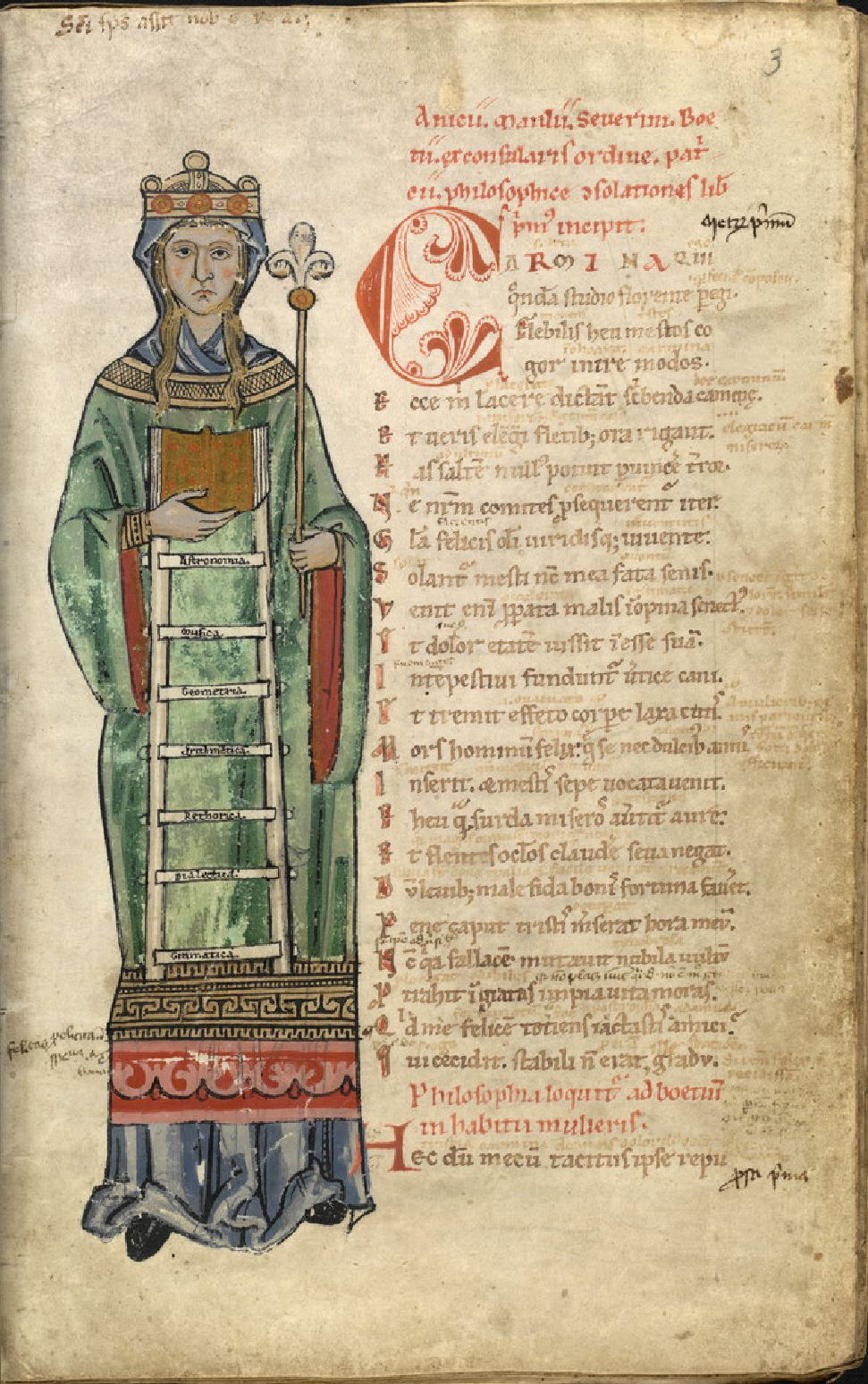
Manuscrito de la Consolación de la filosofía de 1230.

- De syllogismo cathegorico (505–506)
- Introductio ad syllogismos cathegoricos (c. 523)
- De hypotheticis syllogismis (516–522)
- De topicis differentiis (c. 522–23)
- Opuscula Sacra (Theological Treatises)
  - De Trinitate (c. 520–21)
  - Utrum Pater et Filius et Spiritus Sanctus de divinitate substantialiter praedicentur (Sobre si el Padre y el Hijo y el Espíritu Santo son sustancialmene predicados de la Divinidad)
  - Quomodo substantiae in eo quod sint bonae sint cum non sint substantialia bona [también conocido como De hebdomadibus] (Cómo las sustancias buenas en cuanto que existen, cuándo no son sustancialmente buenas)
  - De fide Catholica
  - Contra Eutychen et Nestorium (Contra Eutiquio y Nestorio)
- De consolatione philosophiae (524–525).

## Eponimia
- En su memoria se ha bautizado el cráter lunar Boethius.[14]
- El cráter de Mercurio Boethius también conmemora su nombre.[15]
- Así mismo, el asteroide (6617) Boethius lleva este nombre en su memoria.[16]

## Discografía
- 2008 – Silenziosa Luna (ALCD 76). Carlo Forlivesi. (Contiene Boethius para biwa).
- 2011 – Music of the Carolingian Era. Ensemble Cantilena Antiqua, Stefano Albarello. (Passacaille)
- 2013 – Carmina Carolingiana. Ensemble Ligeriana, Katia Caré. (Ligia Digital)